# Рогоок краб призрак
Рогооките крабове призраци (Ocypode ceratophthalmus) са вид висши ракообразни от семейство Ocypodidae.
Таксонът е описан за пръв път от Петер Симон Палас през 1772 година.